# 皮耶迪蒙特-马泰塞
皮耶迪蒙特-马泰塞（義大利語：Piedimonte Matese），是意大利卡塞塔省的一个市镇。总面积41.34平方公里，人口11503人，人口密度278.3人/平方公里（2009年）。ISTAT代码为061057。